# Federico Comandini (patriota)
Federico Comandini (Cesena, 18 febbraio 1815 – Cesena, 16 maggio 1893) è stato un patriota italiano.

## Biografia
Figlio di un giacobino, partecipò giovanissimo ai moti del 1830-31 e, il 20 gennaio 1832, alla battaglia contro le truppe papaline inviate a Cesena a reprimere la rivolta contro il governo pontificio. Entrato successivamente nella Giovane Italia, si trasferì per motivi lavorativi a Faenza dove entrò in contatto con la locale sezione mazziniana, guidata da Raffaele Pasi e seguace della linea militare di Nicola Fabrizi. Comandini partecipò all'organizzazione dei moti di Rimini del settembre 1845; tuttavia il fallimento dell'impresa lo costrinse per alcuni mesi alla latitanza. Allontanato dalle autorità pontificie da Faenza, ritorno nella natia Cesena, dove si dedicò al suo mestiere di orafo. 
Rimasto da parte durante i moti del 1848 e nella successiva stagione della Repubblica Romana, Comandini riprese, all'inizio del decennio successivo, la sua attività di cospiratore all'interno della sezione faentina dell'Associazione Nazionale Italiana. Arrestato durante una retata della polizia austriaca nel luglio 1853, fu incarcerato a Bologna e torturato. Per non rivelare ai suoi aguzzini alcune importanti informazioni decise di suicidarsi, infliggendosi alcuni colpi con dei cocci di bottiglia. Trovato ormai esanime, fu salvato e risparmiato da ulteriori interrogatori. Il 18 gennaio 1855 un tribunale austriaco condannò Comandini alla pena di morte, sentenza poi commutata in sei anni da scontarsi in un carcere pontificio. Rinchiuso dapprima nel Forte Sangallo di Civita Castellana, fu poi trasferito nella fortezza di Paliano. Dopo un fallito tentativo d'evasione nel 1857, Comandini fu condannato, in un primo momento, alla pena capitale, e poi, all'ergastolo. Il 21 giugno 1865 fu graziato da papa Pio IX e accolto a Cesena tra feste e onori. Trasferitosi per un breve periodo a Fabriano, rientrò a Cesena dove fondò una banca cooperativa e continuò l'attività politica tra i repubblicani locali. 
Il 2 agosto 1874 partecipò ad un incontro a Villa Ruffi, presso Rimini, insieme ad altri esponenti dell'estrema sinistra, tra i quali figuravano il figlio Alfredo, Aurelio Saffi, Felice Dagnino, Eugenio Valzania ed Alessandro Fortis. Una retata improvvisa della polizia trasse in arresto tutti e 28 i partecipanti che, dopo essere stati condotti in carcere, furono accusati di cospirazione anti-monarchica. Scarcerato per mancanza di indizi, tornò nuovamente a Cesena, dove tentò inutilmente a far da mediatore tra i repubblicani ed i socialisti. Nel 1892 dovette sciogliere la consociazione repubblicana della città.

## Famiglia
Nel 1853 ebbe un figlio, Alfredo Comandini, giornalista, storiografo, politico e direttore del Corriere della Sera. Era zio di Ubaldo Comandini.